# 阆英县
阆英县，中国古县名。
唐朝天宝九载（750年）置，治所在今四川省达州市北。属通州。北宋乾德五年（967年）废。 